# Promeranisa varipes
Promeranisa varipes är en tvåvingeart som beskrevs av James 1979. Promeranisa varipes ingår i släktet Promeranisa och familjen vapenflugor. Inga underarter finns listade i Catalogue of Life.